# Przewlekła psychoza międzynapadowa
Przewlekła psychoza międzynapadowa (ang. chronic interictal psychosis) – rodzaj psychozy związanej z padaczką.
Ten rodzaj psychozy występuje u od 5 do 30% pacjentów. Jej powstawanie nie zostało dokładnie wyjaśnione. Pewną rolę mogą w nim odgrywać nadwrażliwość receptorów D2 w prążkowiu oraz rozniecanie przez powtarzające się napady padaczki.
Pierwsze opisy objawów występujących w przewlekłej psychozie międzynapadowej, chociażby autorstwa Statera i współpracowników z roku 1963, różniły się od współczesnych. Donoszono wtedy o urojeniach paranoidalnych, halucynacjach (modalność wzrokowa) oraz o rzadziej występujących objawach katatonicznych, bladości afektywnej (niekiedy żywsze reakcje afektywne), zaburzeniach woli, zmianach nastroju, przeżyciach mistycznych. Kolejne prace, w tym Pereza i wsp. z 1985 i Toone i wsp. z 2000, opisywały psychozę omamowo-urojeniową. Autorzy uznali też aurę za subkliniczny napad padaczkowy z układu limbicznego. Natomiast praca Silbermana i wsp. podaje omamy i iluzje czuciowe, iluzje odnoszenia, znaczenia, deja vu, jamais vu, depersonalizację i derealizację, przeżycia mistyczne, zaburzenia odczuwania czasu, zaburzenia myślenia, napadowe zmiany afektu, objawy depresyjne i lekowe, automatyzmy ruchowe. 90% zbadanych miało napady uogólnione, a 72% – napady częściowe złożone. Napady te wykazywały związek z objawami depresyjnymi i lękowymi. 40% pacjentów prezentuje objawy depresyjne lub maniakalne. Generalnie halucynacje występują u 22-75% pacjentów z tym rozpoznaniem. Spośród urojeń należy wymienić te o treści religijnej.
Ten rodzaj psychozy związanej z padaczką przypomina schizofrenię i określany bywa jako podobna do schizofrenii psychoza padaczkowa (ang. schizophrenia-like psychoses of epilepsy, SLPE). Jednakże chorzy wykazują na ogół dobry kontakt z otoczeniem, nie prezentują też nasilonych objawów negatywnych. Nie stwierdza się również upośledzenia funkcjonowania przedchorobowego, choć przed pojawieniem się psychozy dostrzec można cechy osobowości eliptoidalnej. Psychoza odpowiada na leczenie przeciwpsychotyczne.
Badania obrazowe uwidocznić mogą poszerzenie komór mózgu, redukcję objętości płata skroniowego i zakrętu czołowo-ciemieniowego, powiększenie natomiast ciała migdałowatego o 16-18%, zmiany istoty białej odpowiadającej korze czołowo-skroniowej. Ponadto podczas psychozy ukrwienie płata skroniowego po stronie lewej i jądra migdałowatego polepsza się, natomiast po przeminięciu psychozy przechodzi w hipoperfuzję.